# Pasteller
Pasteller is een verzameling composities van Alf Hurum. Hij componeerde de vier miniaturen voor piano solo in 1916, dan wel 1918. 
Waarschijnlijk werd Fra en gammel klosterhave (Uit een oude kloostertuin) als eerste op papier gezet. Er zou een uitvoering geweest zijn in augustus 1916 door Hurums vriend David Monrad Johansen, maar hier werd geen ruchtbaarheid aangegeven. Vanaf 16 september 1916 tot en met 18 oktober nam Nils Larsen het werk mee tijdens zijn Noorse tournee met danseres Lillebil Krohn. Er werden echter extra datums aan de toer verbonden. Het bracht het werk in onder meer Bergen, Stavanger en Oslo. Diezelfde Johansen recenseerde het werk op 18 oktober als "pakkend".
De andere deeltjes werden waarschijnlijk later aan het opus 10 toegevoegd:
1. Fra en gammel klosterhave (in moderato)
2. Poem (in moderato)
3. En saga (in moderato)
4. Morgen ved memnonstotten (in andantino)